# Jungfernturm

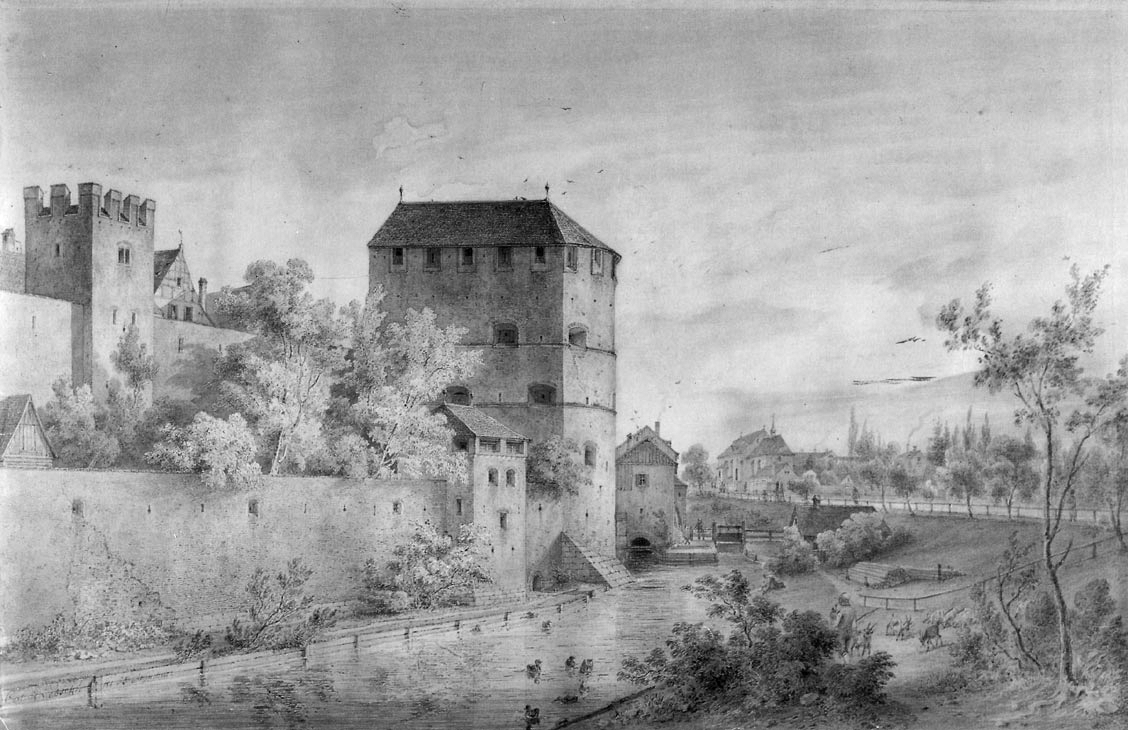
„Der Jungfernturm“ von Carl August Lebschée (1853)

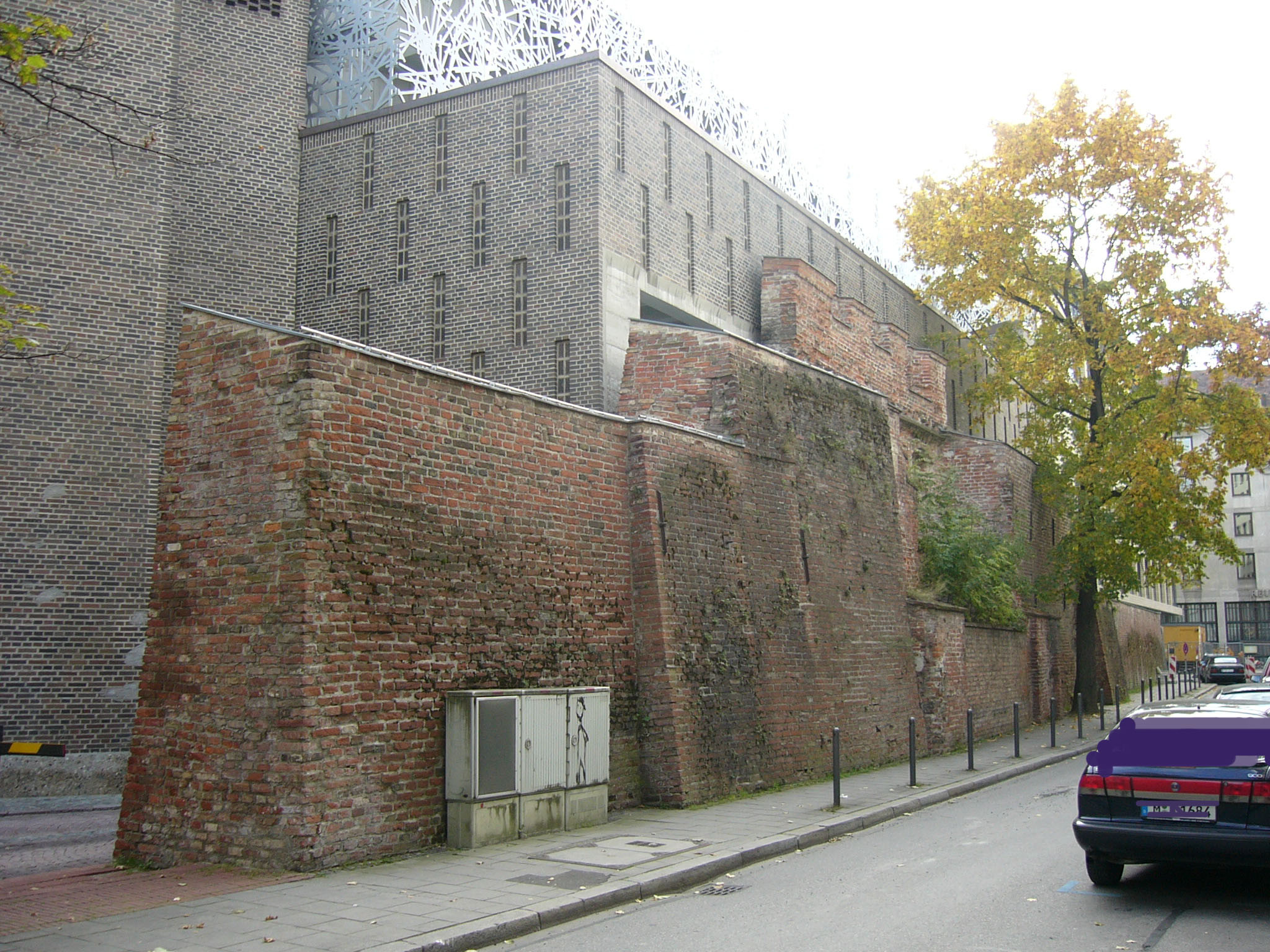
Reste des Turms und der inneren Stadtmauer Münchens

Der Jungfernturm war ein Teil der Münchner Stadtbefestigung. Die spätgotischen Reste des Turms mit stadtseitiger Rohziegelwand und der ehemaligen inneren Stadtmauer in der Jungfernturmstraße sind als Baudenkmal in die Bayerische Denkmalliste eingetragen.

## Geschichte
Der längliche Jungfernturm wurde 1493 als Wehrturm im Kreuzviertel zwischen der zweiten Stadtmauer und der ihr vorgelagerten Zwingermauer erbaut. Als 1791 die Festungseigenschaft Münchens aufgehoben wurde, war der Turm überflüssig geworden. Er wurde 1804 abgerissen. Heute erinnert eine Gedenktafel in der Jungfernturmstraße an den Bau.
Der Turm diente als Batterieturm, seinen Namen hat er aber vermutlich von Folterungen und Hinrichtungen mit der Eisernen Jungfrau.
Im Jungfernturm sollen Todesurteile gefällt worden sein. Der Legende nach befand sich dort eine Statue der Jungfrau Maria, die der Verurteilte küssen musste, worauf sich unter ihm eine Klappe öffnete und er in die Tiefe in einen Kerker hinabstürzte.

## Architektur
Der wuchtige Turm mit steilem Satteldach stand im Nordosten der Salvatorkirche zwischen innerer und äußerer Stadtmauer im Zwinger. Er ragte halbrund über die äußere Stadtmauer hinaus in den die Stadt umgebenden Wassergraben. Das als Wehrturm konzipierte Bauwerk besaß keine Fenster, sondern nur Schießluken und konnte nur von der Stadtseite her betreten werden.